# 云南广播电视台国际广播
云南广播电视台国际广播，前称云南广播电视台香格里拉之声（英语：Voice of Shangri-La），是云南广播电视台的对外广播频率，是中国现有的四个独立发射覆盖的对外广播电台之一（另三家为中国国际广播电台、海峡之声和广西对外广播电台），是云南省唯一承担广播对外宣传任务的公益性媒体。该频率1986年10月1日开播，当时呼号为“云南广播电台”；2007年10月呼号更改为“云南人民广播电台香格里拉之声”。频率使用汉语普通话和越南语广播。2020年6月11日，香格里拉之声广播调整为国际广播。
该台两副发射天线功率为50千瓦，可有效覆盖中越、中老、中缅边境地区和以越南河内、泰国曼谷为中心的7个东南亚、南亚国家和地区。覆盖越语对象受众约8000万人，华语对象受众（华侨华人）约1700万人。信号还可以影响西亚、亚太及欧美国家和地区。

## 频率及时间
| 时间        | 语言   | 频率    | 功率 |
| 18:00-18:30 | 越南语 | 6035kHz | 50kW |
| 18:30-20:00 | 华语   | 6035kHz | 50kW |